# 旗艦
旗艦（きかん、 英: flagship; フラグシップ）とは、司令官（司令・司令長官などを含む）やその幕僚が座乗し、指令・命令を発する艦を指す海軍用語。海上自衛隊では機関（、エンジン）との混同を防ぐためか、「はたぶね」とも読む。

## 概要
複数の海軍艦艇からなる部隊（艦隊もしくは戦隊）の指揮官が座乗する艦または艇には指揮官旗 (flag) が掲げられることから、指揮官座乗の艦を旗艦と呼ぶようになった。なお、旗旒信号（きりゅうしんごう）は signal である。
旗艦には通信手段を用いて、艦隊の指揮統制を行なうことが求められており、そのために近代以降では通信設備の充実は当然のこと、司令部要員の居住設備や情報処理設備の充実も行われてきている。

## 変遷
元々旗艦が誕生する背景には、海戦において戦術的な艦隊が形成し始めた「艦隊戦」の登場による。そして使用される艦種は時代と共に変遷した。

### 木造帆船時代
司令官とその幕僚を乗せて、艦隊に指示を出す高いマストを有する艦、すなわち艦隊で最大の戦列艦が旗艦とされた。後方の各艦に指示を出すため旗艦は先頭に位置し、それゆえに被害も大きかった。旗艦が指揮不能となった場合は2番艦が、2番艦が指揮不能となった場合は3番艦が代わった。旗艦には司令官たる大将/admiralが、2番艦には次席たる中将/vice admiral、3番艦には三席たる少将/rear admiralが座乗した。後に大将・中将・少将の呼称は階級となり、艦隊内の職務とは分離するが、艦隊の副司令官は旗艦とは別の艦に座乗し、旗艦が指揮不能となった際に備える仕組みは踏襲される。
トラファルガーの海戦に勝利したネルソン提督の旗艦「ヴィクトリー」が有名であり、情報収集用の見張り台と通信用の旗流信号用ヤードが設けられていた。

### 前弩級艦時代
無線による意思疎通が始まった時期であるが、重要な命令は旗によった。戦闘では司令官は艦隊を率いる先頭艦に座乗する。そこで木造帆船時代と同様、最大最強の艦たる戦艦を旗艦とした。一方で速度性能はあまり重視されない。これは旗艦が最速の艦であると、他の艦が旗艦に追随できず取り残されるからである。また巡洋艦や駆逐艦は、必要に応じて艦隊旗艦よりも先行し、偵察・索敵・夜襲などの任務をこなしたため、旗艦を追い越す高速が要求された。最新最強の戦艦を旗艦とすることによって、艦隊の戦艦の中で旗艦が最速になる事は往々にしてあった。
日本海海戦で連合艦隊司令長官東郷平八郎が旗艦とした戦艦「三笠」が、現在も横須賀市にあり一般公開されている。

### 第一次世界大戦～第二次世界大戦初期
無線による指令・命令が一般的に使用されるようになった。また司令部に属する人員の数も増えたため、旗艦用に特に居住区を設置した艦も作られた。特に駆逐艦で編成された水雷戦隊の場合、元より駆逐艦は居住施設が貧弱であるため、特に旗艦用として居住施設を拡充した嚮導駆逐艦が建造された。また第一次世界大戦時のドイツ海軍においては戦艦についても居住施設が貧弱であったため、旗艦戦艦「フリードリッヒ・デア・グロッセ」は、特に旗艦用として居住区を設けていた。
ただ、艦隊・戦隊の先頭に立って指揮する以上、最強の艦である必要があるという従来の意見も根強く、日本海軍は軽巡洋艦を水雷戦隊の旗艦として、駆逐艦を率いた。

### 第二次世界大戦中後期

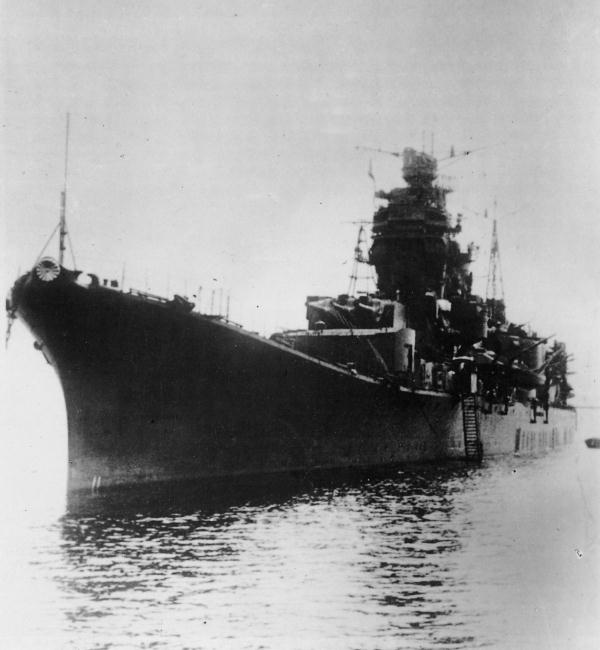
連合艦隊旗艦「大淀」1944年春

日本海軍の連合艦隊司令部が設置されていた旗艦は、太平洋戦争開戦を挟む1938年12月から1942年2月までが戦艦「長門」、1942年2月から1943年2月まで戦艦「大和」、1943年2月から1944年5月まで戦艦「武蔵」だった。太平洋戦争では、艦隊決戦で連合艦隊司令部が艦隊の先頭に立つような事態は起こらず、後方で全体指揮を取る状態であり日本海軍最強の長門型戦艦、大和型戦艦をむざむざ後方で遊ばせる事態に陥った。
そこで、後部に紫雲水上偵察機（水偵）用の巨大な格納庫ならび大型射出機を装備していた軽巡洋艦「大淀」をアメリカ海軍空母艦載機の空襲で受けた損傷を修理するのに合わせて改造、飛行機搭載設備を縮小して旗艦設備と通信能力を充実させ、1944年5月豊田副武大将が連合艦隊司令長官に就任と共に連合艦隊旗艦とされた。1944年6月のマリアナ沖海戦では豊田司令長官は木更津沖に碇泊中の「大淀」から全軍の指揮を執った。
しかしこの処置は間に合わせのものであり、連合艦隊司令部は陸上にあって後方指揮を取るのが望ましいとされて、同年9月末に日吉台の慶應義塾大学構内（現：日吉キャンパス、参照：日吉寮）の地下防空壕に移ってしまい、連合艦隊旗艦は消滅した。
また、各艦隊においても、従来のように旗艦が艦隊の先頭にあって率いるよりも、通信機によって全体を指揮するものとされ、個艦の戦闘能力より指揮通信能力がより重要視された。レイテ沖海戦で栗田艦隊の旗艦となった重巡洋艦「愛宕」が代表例。しかしながら栗田のこの判断については、旗艦・司令官が先頭に立つ義務を怠ったという批判もあり、従来の旗艦を先頭艦とする意見も根強いものがあった。
一方でアメリカ海軍は通信・指揮能力に優れた艦を旗艦とする方針が確定しており、揚陸指揮艦の建造就役も行われている。未建造に終わるもののモンタナ級戦艦5隻について、3番艦「メイン」のみに艦隊旗艦設備を設ける（言葉を換えると、他の4艦は最大最強の戦艦でありながら艦隊旗艦となる事が無い）予定であった。

### 第二次世界大戦後〜現代
艦固有の運動力（速力）・攻撃力・防御力よりも指揮・通信能力が最重要視されるようになった。というよりも、戦艦という艦種が消滅へと向かい、それぞれの艦に速度と防御力の差が無くなり、攻撃力についてはそれぞれの艦の任務に由来する時代となった。
アメリカ海軍では戦後は、デモイン級重巡洋艦が多くの艦隊の旗艦を務めた。個艦としての戦闘能力は旧態依然としていたが、指揮・通信能力を拡充するに十分な艦体規模と、他艦と同一行動を取れる速度性能を兼ねており、旗艦任務には最適の艦とされた。この他にも建造が中断されたオレゴン・シティ級重巡洋艦「ノーザンプトン」が、武装撤去や指揮通信設備の大幅増強といった大改装を施した「戦術指揮艦」として運用されている。現代、第6艦隊・第7艦隊旗艦任務を務めているブルー・リッジ級揚陸指揮艦の艦種は「揚陸指揮艦」であり、指揮・通信能力や居住区は十分あるが戦闘能力はほとんど無い。
海上自衛隊の護衛艦「あきづき」は自衛艦隊旗艦になる際にMk.108対潜迫撃砲を撤去している上に、「たちかぜ」に関しては護衛艦隊旗艦になる際に、わざわざ2番砲塔を撤去して司令部施設を設けている。
また、通信機能の発達により、第二次世界大戦中の連合艦隊が示した通り、艦隊に対する総指揮は後方の陸上基地によって執り行うことが可能となってきており、旗艦の任務は限定的、あるいは象徴的なものとなっている。
アメリカ海軍は本国から離れた艦隊は指揮能力の高い旗艦を配備しているが、第2・第3艦隊は陸上にあるアメリカ艦隊総軍が指揮を行っている。
海上自衛隊は、群司令が乗艦する旗艦を自衛艦隊や護衛艦隊に置くなど旗艦の任務を重要視していた時期もあった。しかし、1963年（昭和38年）3月に自衛艦隊司令部は陸上に移り自衛艦隊旗艦は廃止された。2010年6月に退役した護衛艦「さわかぜ」を最後に護衛艦隊でも旗艦運用は廃止され、その後、海上自衛隊護衛艦隊旗艦は存在しない。ほかに、旗艦と呼ばれる艦には第1・第2・第3・第4の各護衛隊群旗艦もあったが、2008年3月の護衛隊の改編に伴い群旗艦も廃止された。
旗艦を艦隊の指揮を執る実戦用の艦としてよりも、象徴的な存在として扱う例は多く、例えばイギリスにおいて1946年に竣工した戦艦「ヴァンガード」は1955年まで本国艦隊旗艦を勤めたものの、その任務は「王室専門ヨット」と言うべきものであった。アルゼンチン・ブラジル・チリの南米3国の海軍は、長らく保有する戦艦を旗艦として運用したが、それらが限界に達して退役した後は、アメリカからブルックリン級軽巡洋艦を購入して、海軍の象徴的存在として扱った。しかし実戦用の艦としては明らかに旧式化しており、フォークランド紛争においてアルゼンチン海軍の「ヘネラル・ベルグラノ」が、何ら実戦の役に立つ事なく撃沈される事態となった。

## 著名な旗艦

### 日本
- 甲鉄 - 新政府軍船の旗艦
- 三笠
- 赤城 - 第一航空艦隊の旗艦
- 長門、大和、武蔵、大淀 - 連合艦隊の旗艦

### アメリカ
- ポーハタン - 米国本国艦隊の旗艦
- ミシシッピ - 米国本国艦隊の旗艦
- サスケハナ - 米国本国艦隊の旗艦

### 台湾
- 丹陽 - 台湾（中華民国海軍）初の旗艦。

### イスラエル
- エイラート - イスラエル海軍の旗艦。「エイラート事件」において、エジプト海軍のミサイル艇の対艦ミサイルによって撃沈された。

## 転用
ヒンデンブルク号は飛行船であるがツェッペリン社が有する最大の飛行船であったため旗艦と呼ばれた。
また、他の多くの海軍用語と同様、「旗艦」「フラッグシップ（表記揺れでフラグシップとも）」もほかの用途に転用されて、日常的な用語として使われる。この場合、集団やグループの最も重要な位置付けにあるものを指すが、この最も重要な位置付けとは、通常、ステータス性を持つものや戦略的に重要なものとしての位置づけである。
たとえば、会社の利益を支える主力製品、あるいは会社の技術の粋を尽くしてつくられた最高価格製品を「旗艦製品」「フラッグシッププロダクト（フラグシップ-）」と呼んだり、会社の中で最大の設備・規模を有する中核店舗、あるいは先駆的な試みをする位置付けの店舗を「旗艦店」「フラッグシップショップ」「フラグシップストア」と呼んだりする。

## フィクションにおける描写
『スタートレック』シリーズにおける USS エンタープライズ号は、その他の多くの宇宙艦に乗船している高位の階級の部隊指揮官は座乗していないが、惑星連邦の旗艦としてしばしば紹介される。
『宇宙戦艦ヤマト』シリーズにおいては、旗艦の艦長が艦隊司令を兼ねるといった、（実在の水上艦隊がモデルとするなら）間違った描写がなされた。リメイク作品の『宇宙戦艦ヤマト2199』以降の作品では改められている（ただし、『宇宙戦艦ヤマト2202』の山南修のような例外もある）。
『銀河英雄伝説』のOVA版では、各艦隊や司令官クラスの重要キャラクターごとに一般的な艦艇とはフォルムが異なり機能も強化された多様な旗艦級戦艦が描写されている。これは作品中に数多く居る艦隊司令官のキャラクターの個性付けやメカ描写の多様化など、作品の重要なアクセントの一つとなっている。

## 参考図書
- 世界戦艦物語 福井静夫著作集第6巻 1993年8月 光人社
- 近代戦艦史 世界の艦船1987年3月増刊号 海人社
- 世界の艦船 2004年1月号